# Nicolas-Marcel Raingo
Nicolas-Marcel Raingo, parfois cité sous la forme Ringo, né à Mons le 9 février 1746 et décédé célibataire dans sa ville natale rue d’Enghien le 8 décembre 1823, est un facteur d’instruments de musique des Pays-Bas autrichiens.
Son atelier fabriquait surtout des clarinettes, des flûtes traversières,  mais aussi quelques violons.
Il travaillait avec son frère Jean-Baptiste Raingo (1754-1834)